# Kolonia Domaszewska
Kolonia Domaszewska – wieś sołecka we wschodniej Polsce, położona w województwie lubelskim, w powiecie radzyńskim, w gminie Ulan-Majorat. Kolonia Domaszewska położona jest na Równinie Łukowskiej nad dolinką strugi Samica. 
W latach 1975–1998 miejscowość administracyjnie należała do województwa bialskopodlaskiego.
Wieś jest sołectwem w gminie Ulan-Majorat. Według Narodowego Spisu Powszechnego z roku 2011 wieś liczyła 219 mieszkańców.
We wsi znajduje się szkoła podstawowa (wraz z przedszkolem) oraz boisko klubu Absolwent Domaszewnica (obecnie jest ono zamknięte ze względu na niespełnienie wymogów PZPN).
Wierni Kościoła rzymskokatolickiego należą do parafii św. Zofii w Zofiborze. Na gruntach obrębu Kolonia Domaszewska, w sąsiedztwie miejscowości parafialnej, znajduje się cmentarz.